# Estación de tren de Durlesbach

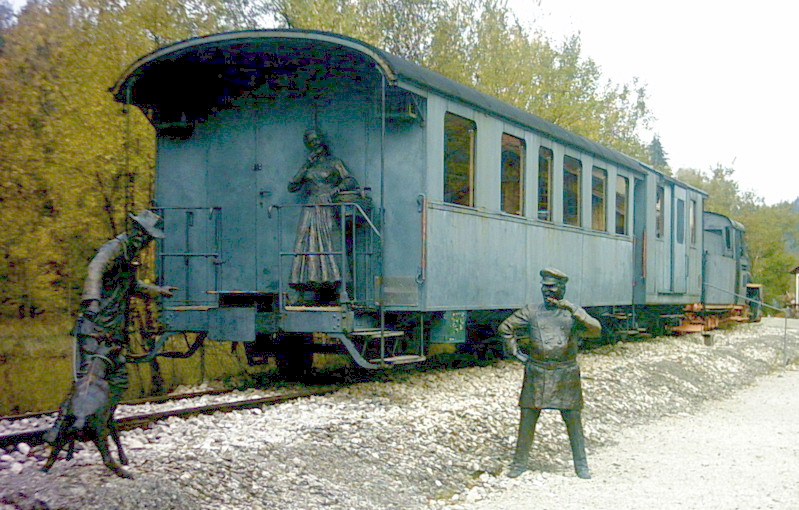
Monumento ferroviario

La estación ferroviaria de Durlesbach se abrió en 1849 y dejó de funcionar en 1984. Pertenece al Real Ferrocarril de Wurtemberg, en Durlesbach, un barrio de la ciudad de Bad Waldsee, en el distrito de Reute (Bad Waldsee), Baden-Wurtemberg.
Cerca del barrio de Durlesbach desemboca el arroyo Durlesbach en el río Schussen, que a su vez desemboca en el Lago de Constanza. El edificio de la estación del tren tiene dos estilos. Antes de la construcción del nuevo edificio en 1911, la primitiva estación de 1849 fue adquirida por un particular, desmontada y reconstruida cerca de Reute en la forma que tenía originalmente. La estación se hizo famosa por la canción Auf de Schwäb’sche Eisenbahne (Por los ferrocarriles suabos), que data de 1853.

## La estación
Las instalaciones se ubican en un espacio semicircular y forman un conjunto de cuatro edificios simétricamente colocados. De 1911 datan la cochera y los almacenes. De 1876 datan edificios anexos, en concreto las letrinas para los pasajeros, los cobertizos de madera y la zona de preparación y lavado de platos. El edificio primitivo, que databa de 1849, fue desmontado en 1911 y se reconstruyó en el distrito de Reute.
En la planta baja del edificio de 1911 había cuatro estancias, con sala de espera, taquilla, zona de equipajes y sala de telegrafía. Arriba estaba la vivienda del jefe de estación. Una buhardilla era la vivienda del guardagujas. La administración del Real Ferrocarril de Wurtemberg, que veía cómo la estación iba perdiendo importancia, limitó las inversiones a lo estrictamente necesario.

## Evolución en el tiempo
Al principio, en 1849, se construyó la vía del ferrocarril desde Friedrichshafen, por el Valle de Schussen en dirección al nacimiento del río Schussen, a través de la vega del Schussen, en un terreno relativamente fácil. En la zona de barrancos, a la altura de Durlesbach se produjeron los primeros retos topográficos para los ingenieros. Hubo que desviar el río por un cauce artificial de 1,4 km de longitud. El 26 de mayo de 1849 se inició el tramo Ravensburg–Biberach. A finales de junio de 1849 se concluyó el tramo de Lücke a Ulm. La administración de Bad Waldsee construyó una carretera hasta la que, entonces, era una apartada estación, transformándola así en una estación de tren urbano.
Con la construcción en 1869 de la línea de Augsburgo a Memmingen, Durlesbach perdió importancia. El Servicio Forestal trató de revivir la estación como estación maderera, ordenando la construcción de un aserradero y de otra vía. Sin embargo, no recibió el apoyo los empresarios de la Suabia.
En 1870, la reversión de los procesos de secularización de bienes eclesiásticos de 1803 dio lugar a la reapertura del convento de las Hermanas Franciscanas en la orilla derecha de Rin. En 1867, Elisabeth Achler, la buena Beth de Reute, fue beatificada y llamada "venerable sierva de Dios". A raíz de esto, la estación de Durlesbach volvió a recibir numerosos viajeros. En 1897 la estación se amplió con una sala de espera de segunda clase, tras haberse quejado la enfermera jefe del convento de la sala de espera de tercera clase, calificándola como deficiente, pequeña y llena de humo de tabaco. A partir de entonces, el aumento del número de medios de locomoción individuales dio lugar a una disminución progresiva del número de pasajeros. En 1987 la estación de Durlesbach cerró definitivamente al tráfico de trenes.
En mayo de 2010, en un apartadero de la estación se colocó una locomotora polaca, donada por el fallecido empresario Alfons Walz, natural de Bad Waldsee. En 2005 la estación fue vendida a un particular. El monumento es mantenido por la Asociación de Amigos de los Trenes de Durlesbach, con el apoyo de la municipalidad de Bad Waldsee.

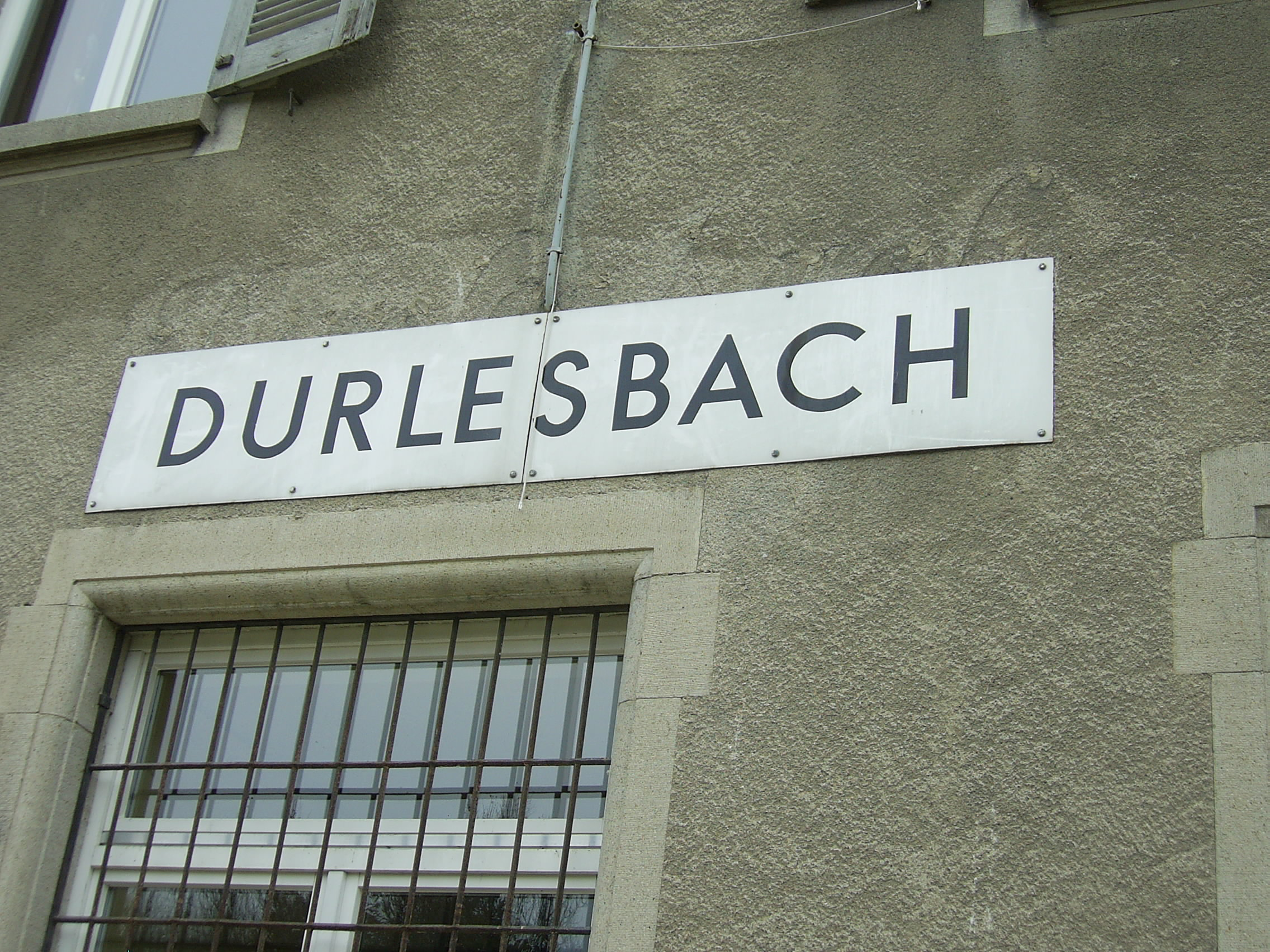
Estación de Durlesbach
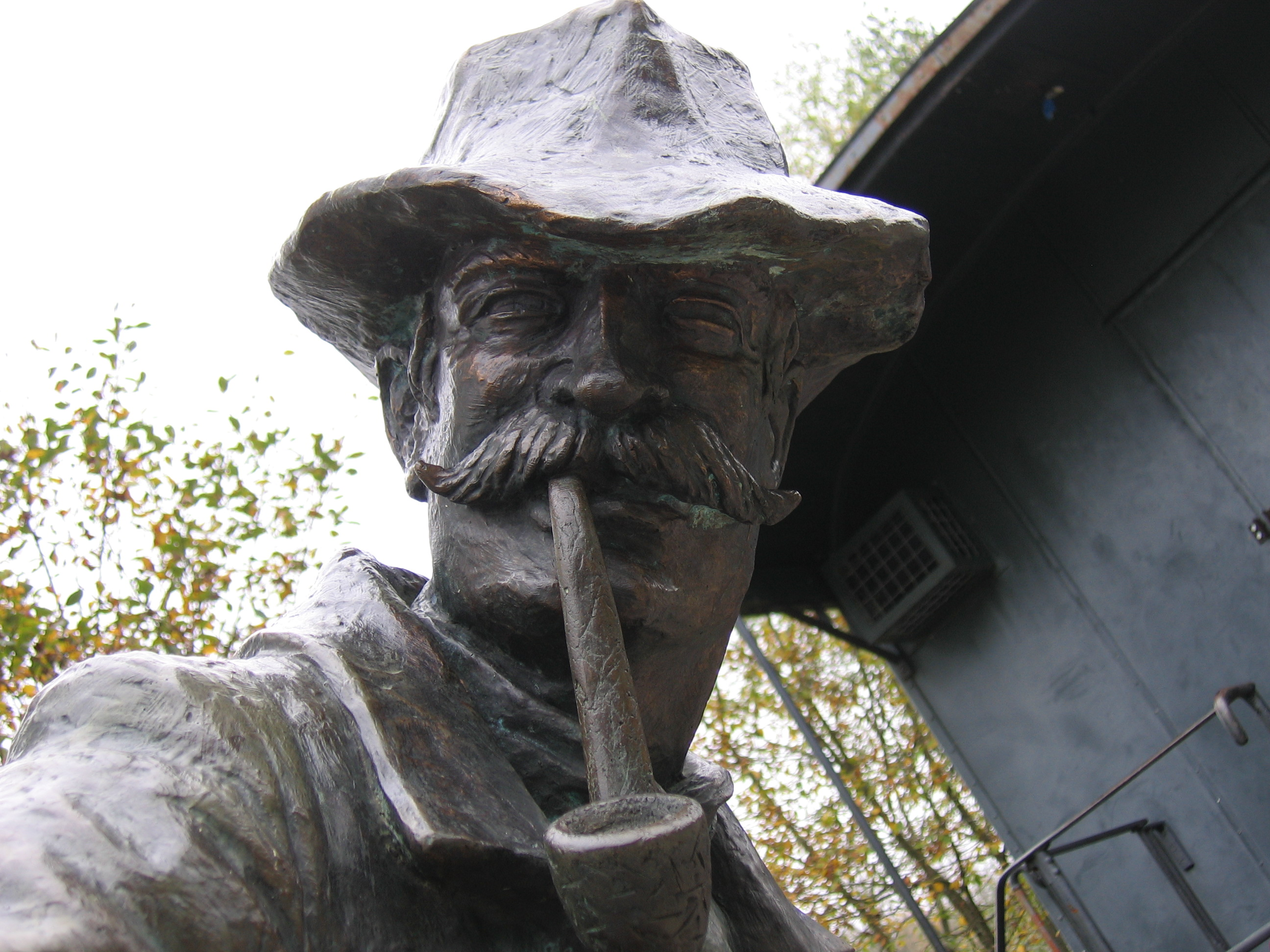
El granjero
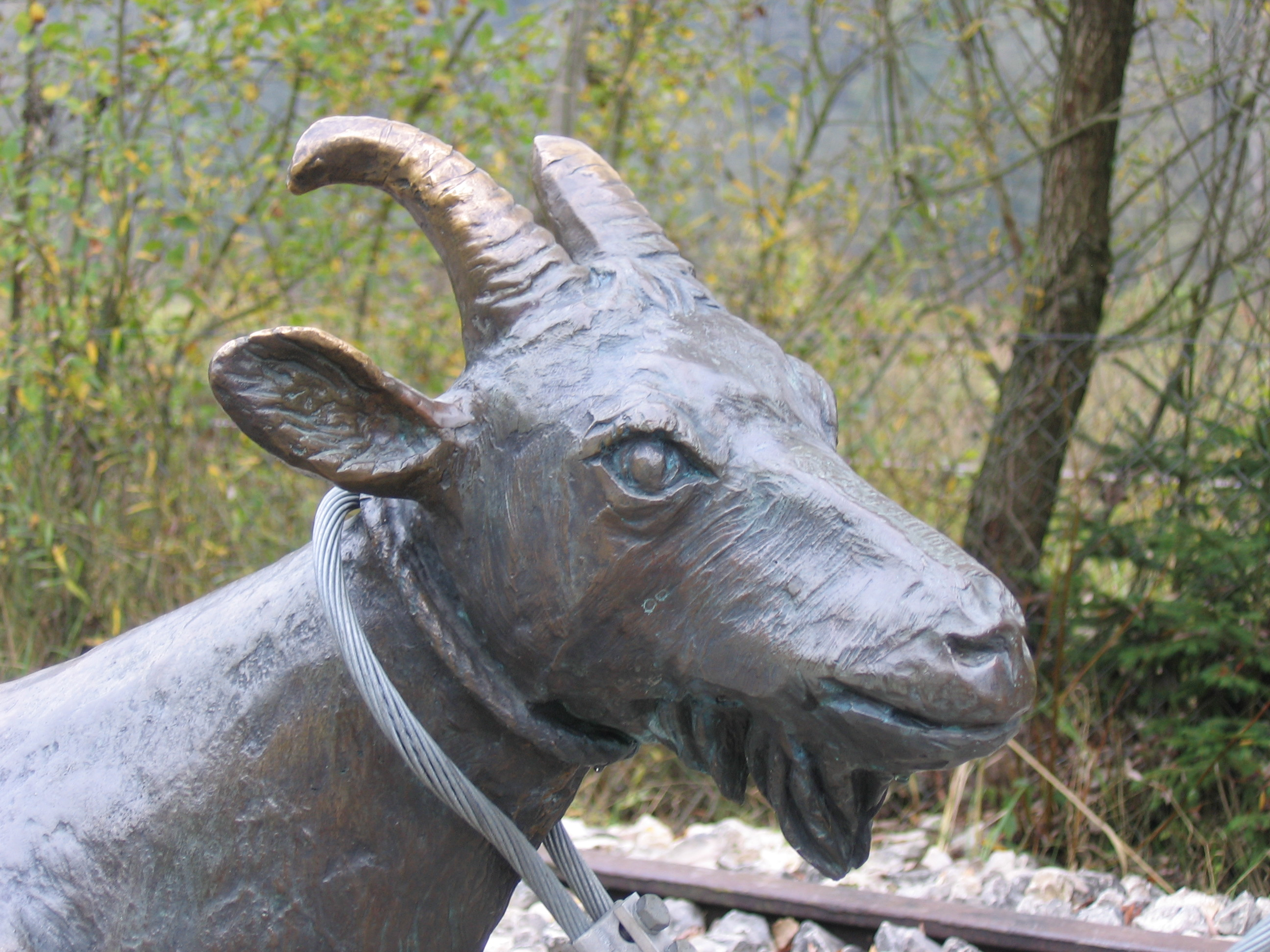
El macho cabrío (antes de la partida)
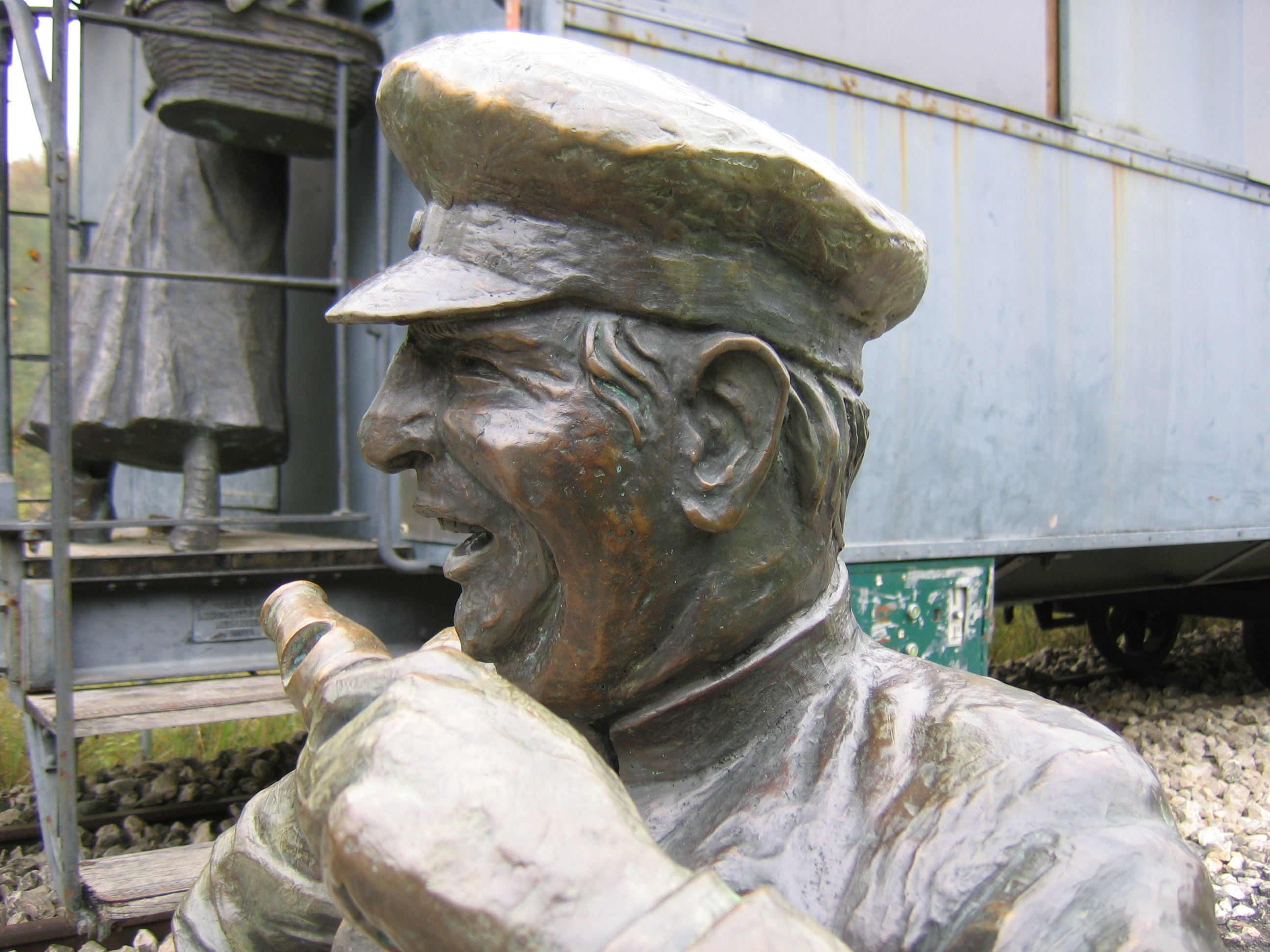
El maquinista
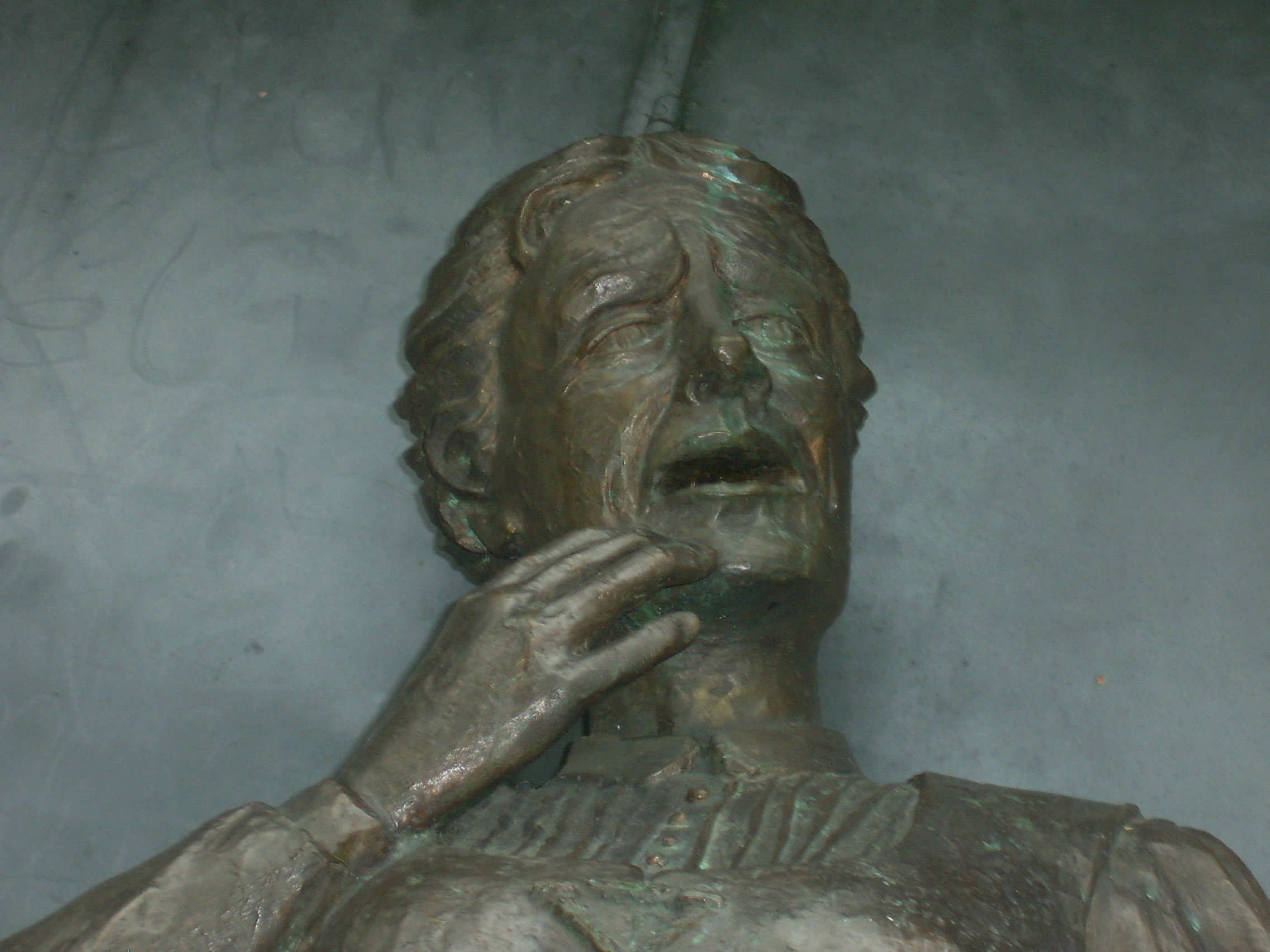
La esposa

## Denominación
La estación no está ubicada en ningún núcleo de población y recibió el nombre del arroyo que aquí desemboca en el río Schussen.
Otras explicaciones, aunque descartadas, son:
- Dur de Bach, que significa en alto alemán Durch den Bach ("Pasando el arroyo"). Los constructores de la estación le habrían dado este nombre porque para trabajar tendrían que atravesar el arroyo.
- Dorlesbach. Los trabajadores de la Real Compañía Ferroviaria de Wurtemberg le habrían dado el nombre de Dorles, el de una posadera de legendaria belleza llamada así, y a la que irían a ver en peregrinación.